# Aplogruppo M (mtDNA)

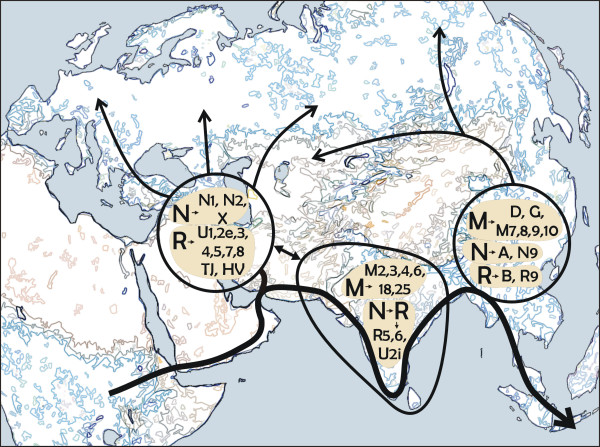
Uno dei presunti itinerari (secondo l'ipotesi dell'Origine africana) proposti per l'insediamento iniziale dell'Europa, basato sugli aplogruppi mitocondriali M ed N. Una divisione nei pressi del Golfo Persico spiegherebbe l'ubiquità dell'aplogruppo N e l'assenza dell'aplogruppo M in Eurasia occidentale.

Nella genetica mitocondriale umana il macro-aplogruppo M (aplogruppo predominante nell'Eurasia orientale e nelle Americhe e parente del macro-aplogruppo N da cui invece discendono quasi tutti gli aplogruppi dell'Eurasia occidentale e dell'Oceania e qualche aplogruppo asiatico ed amerindo) è l'aplogruppo ancestrale (probabilmente l'aplogruppo M si originò contemporaneamente ad N 80.000/60.000 anni fa nell'Eurasia del sud) della maggior parte degli aplogruppi dell'India, Bangladesh, Siberia, America, Asia (dell'Est, Sud, Centro e Sud-est) e Melanesia. Da M derivano gli aplogruppi C, Z, D, E, G, Q e numerosi sottogruppi.
In Africa, si trova solo l'aplogruppo M1 (per l’aplogruppo N, in Africa, si trovano N1 e U6), più giovane sotto clade del macro aplogruppo M, presente però anche fuori dall'Africa (Asia occidentale, Caucaso e Asia centrale) mentre lì confinato quasi esclusivamente tra i popoli di lingua afro-asiatica. Per questo (come per il parente aplogruppo N diffuso invece in Eurasia occidentale) e per la diffusione di M in Asia (specie India e Asia Orientale), per le sue profonde radici asiatiche e per la totale varietà in questo continente, vien confermata la sua origine asiatica ed un'introgressione successiva in Africa (molto piccola).
È coesistente inoltre con l'origine e la diffusione dell'aplogruppo F del cromosoma Y (l'Adamo euroasiatico) dal quale discende il 90/95% dell'attuale Homo sapiens sapiens fuori dall'Africa.

## Ritrovamenti
Studi genetici sul DNA antico della donna di Ostuni, della specie H. sapiens vissuta 28.000 anni fa, hanno determinato che apparteneva a questo aplogruppo, all'epoca presente in Europa, almeno fino all'ultimo massimo glaciale.

## Principali aplogruppi mitocondriali

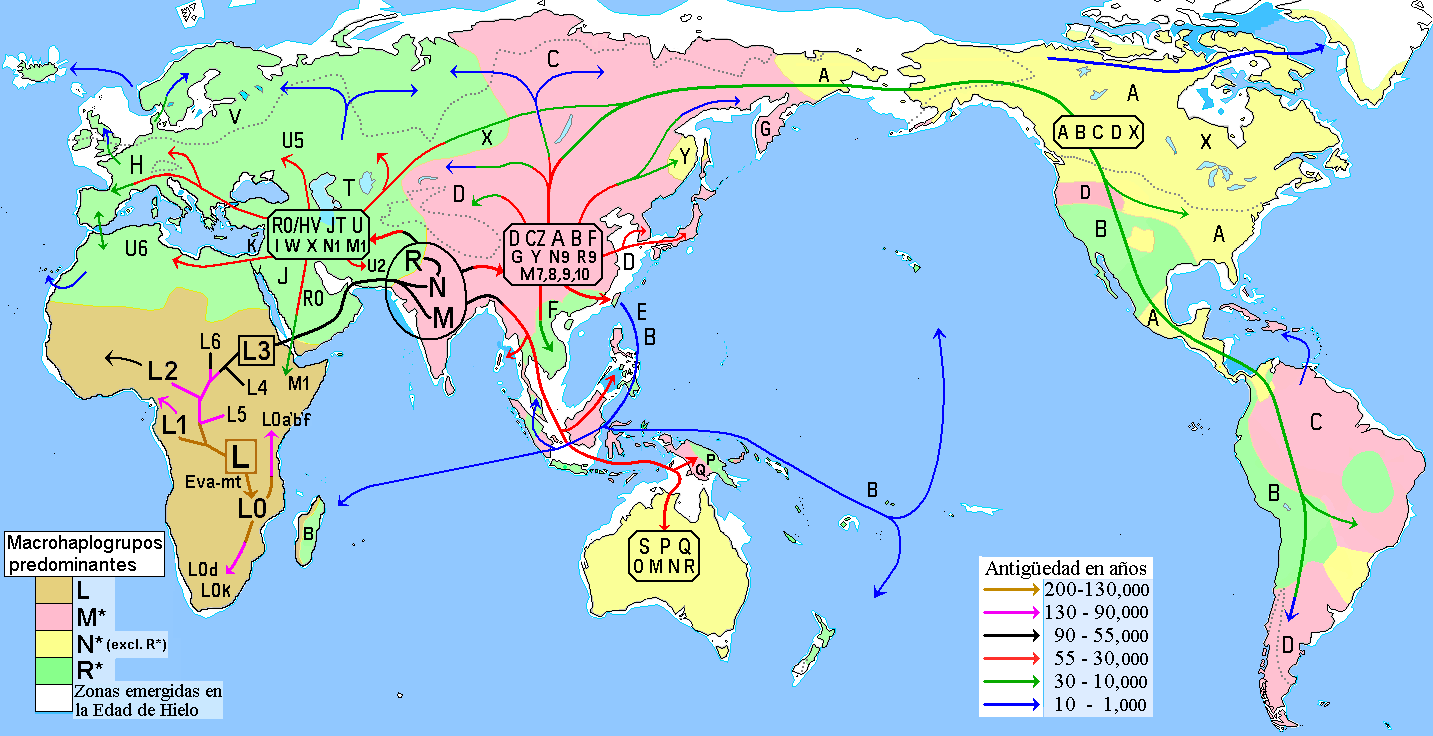
Distribuzione geografica dei principali macro-aplogruppi dell'Homo sapiens sapiens e supposte rotte migratorie secondo l'ipotesi dell'Origine africana. In rosa le zone dove predomina l'aplogruppo M e suoi sottogruppi con le discendenti popolazione autoctone.

Si è stabilito un sistema per classificare filogeneticamente gli aplogruppi mitocondriali basato sulle lettere da A a Z come segue:
| Aplogruppi mitocondriali umani |                       |    |    |    |    |    |    |    |    |    |     |   |    |    |   |    |    |   |   |   |  |   |   |   |   |  |    |    |    |
|                                | Eva mitocondriale (L) |    |    |    |    |    |    |    |    |    |     |   |    |    |   |    |    |   |   |   |  |   |   |   |   |  |    |    |    |
| L0                             | L1                    | L2 | L3 | L3 | L3 | L3 | L3 | L3 | L3 | L3 | L3  |   |    |    |   |    |    |   |   |   |  |   |   |   |   |  | L4 | L5 | L6 |
| L0                             | L1                    | L2 |    |    |    | M  | M  | M  | M  | M  | N   | N | N  | N  | N | N  | N  |   |   |   |  |   |   |   |   |  | L4 | L5 | L6 |
| L0                             | L1                    | L2 | CZ | CZ | D  | E  | G  | Q  |    | A  | I O |   |    | R  | R | R  |    |   |   |   |  | S | W | X | Y |  | L4 | L5 | L6 |
| L0                             | L1                    | L2 | C  | Z  | D  | E  | G  | Q  | B  | A  | I O | F | R0 | R0 |   | JT | JT | P | U | U |  | S | W | X | Y |  | L4 | L5 | L6 |
| L0                             | L1                    | L2 | C  | Z  | D  | E  | G  | Q  | B  | A  | I O | F | HV | HV | J | T  | K  | P |   |   |  | S | W | X | Y |  | L4 | L5 | L6 |
| L0                             | L1                    | L2 | C  | Z  | D  | E  | G  | Q  | B  | A  | I O | F | H  | V  |   |    |    |   |   |   |  | S | W | X | Y |  | L4 | L5 | L6 |